# Лесаж (Западна Вирџинија)
Лесаж (енгл. Lesage) насељено је место без административног статуса у америчкој савезној држави Западна Вирџинија.

## Демографија
По попису из 2010. године број становника је 1.358.
| Група             | 2000.    | 2010.         |
| Белци             | 0 (0,0%) | 1.313 (96,7%) |
| Афроамериканци    | 0 (0,0%) | 9 (0,7%)      |
| Азијати           | 0 (0,0%) | 2 (0,1%)      |
| Хиспаноамериканци | 0 (0,0%) | 10 (0,7%)     |
| Укупно            | 0        | 1.358         |